# عائشة صديقة (ناشطة بيئية)
عائشة صديقة مناصرة بيئية باكستانية مقيمة في كوني آيلاند، نيويورك. ومؤسسة مشاركة في «جامعة بلا وقود أحفوري» وتحالف الشباب العالمي «بولوترز أوت!».

## الخلفية والتعليم
ولدت صديقة في 8 فبراير 1999 بمدينة جهنك التي تقع بالقرب من نهر تشيناب، حيث ولدت في مزرعة لأجدادها. توفي جدها بسبب سرطان الدم في 2012 وتوفيت جدتها بسبب شلل الأطفال في 2014. ذكرت صديقة أن سبب مرض أجدادها هو الماء الذي يشربونه من النهر. انتقلت إلى الولايات المتحدة عندما بلغت عامها الأول. أثناء دراستها، حصلت على برنامج توماس هنتر للمستجدين. وتخرجت في كلية هنتر وحصلت على بكالوريوس الآداب في العلوم السياسية واللغة الإنجليزية عام 2021.

## حياتها المهنية
عملت صديقة في جمعية ولاية نيويورك من خلال برنامج إدوارد تي. روغوسكي للتدريب الداخلي في 2019. وهي تعمل حاليًا كزميلة باحثة في مركز كورو نيويورك للقيادة وزميلة زائرة في القانون في مكتب محاماة مونغر وتوليز وأولسون.

## نشاطها
بدأت صديقة نشاطها عندما وجدت فرعًا لجامعة تمرد ضد الانقراض في مايو 2019. كانت المنظمة تقوم بإضراب في 7 أكتوبر 2019 في مانهاتن السفلى بمدينة نيويورك. وانضم إلى الإضراب 300.000 مشارك. كان أحد الأشياء التي قاموا بها أنهم صبوا دمًا مزيفًا على تمثال الثور الهائج الذي يقع في وول ستريت.
أسست صديقة بالاشتراك مع إيزابيلا فالاهي وهيلينا جوالينجا منظمة «بلوترز أوت!»، كرد فعل على مؤتمر الأمم المتحدة للتغير المناخي لعام 2019. جاء تأسيس المنظمة لإدراك صديقة أن صناعات الوقود الأحفوري تلعب دورًا كبيرًا في الحدث. وقائمة شركات الوقود الأحفوري التي مولت الحدث هي إنديزا وإبيردرولا وبانكو سانتاندر وأكسيونا. نتيجة لهذه الحملة، لم يضم مؤتمر الأمم المتحدة للتغير المناخي 2021 (COP 26) شركات نفطية كبرى كراعٍ للمؤتمر والمؤتمرات المماثلة مستقبلاً. كانت بريتيش بتروليوم من بين الشركات التي تأثرت بهذا القرار. انضمت صديقة أيضًا إلى الإضراب الذي صاحب مؤتمر تيد كاونتاون المقام في إدنبرة عندما اختير الرئيس التنفيذي لشركة رويال داتش شل، بن فان بيردن، ليكون المتحدث في المؤتمر. صديقة أيضًا المؤسس المشارك والمدير التنفيذي لشؤون الطلاب في جامعة بلا وقود أحفوري.
كما حضرت مؤتمر الأمم المتحدة للتغير المناخي لعام 2021 في نوفمبر 2021 لإبداء رأيها حول افتقار الحدث إلى الوصول خاصة للأشخاص من بلدان الجنوب العالمي.

## وصلات خارجية
- عائشة صديقة - على تويتر